# ショーン・クラハン

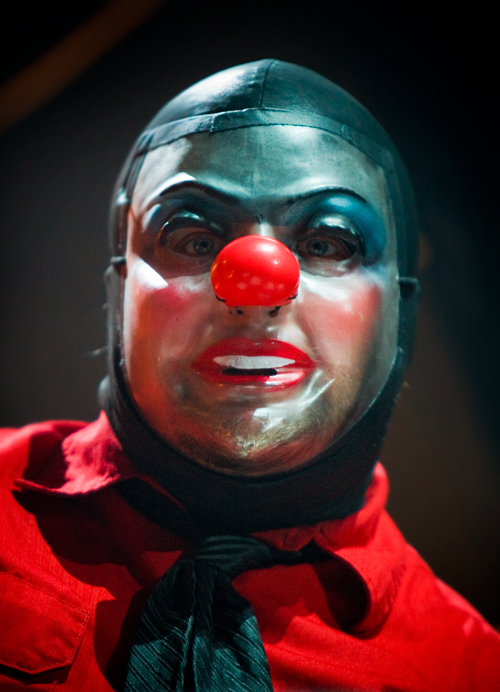
ショーン・クラハン

ショーン・クラハン（Shawn "Clown" Crahan、1969年9月14日 - ）は、アメリカ合衆国のミュージシャン。スリップノットのオリジナルメンバーであり、パーカッション担当。バンド・コンセプトにおける中心人物でありリーダー。
クラハンはスリップノットの最も古いメンバーであり、ミュージックビデオを監督するスリップノットのメディア制作に幅広く関与している。 スリップノットの外では、クラハンにはTo My SurpriseとDirty Little Rabbitsという2つのサイドプロジェクトバンドを持つ。 また、2016年の映画「オフィサー・ダウン」を監督した。

## 私生活
クラハンは1969年にアイオワ州デモインで生まれました。彼はクリエイティブライティングを専攻しました。 彼はThe Walls on the WallやOne Cup of Fatなどのバンドで演奏してからThe Pale Onesを結成し、後にスリップノットとして知られるようになりました。 クラハンは1992年6月、アイオワ州デモインで妻のシャンテルと結婚した。 彼らには、アレクサンドリア、ゲージ、ガブリエル、サイモンという4人の子供が一緒にいます。クラハンは映画監督兼写真家でもあり、2012年にスリップノットフォトアルバム「The Apocalyptic Nightmare」を出版しました。 彼は野球カードのコレクターでもあります。 彼は喫煙者であり、法律で重大な罰金が科せられた場合でも、スリップノットの他のメンバーと一緒に会場内で喫煙し法律を破ろうとしています。
2019年5月18日、クラハンは複数のSNSにて末娘のガブリエルが22歳で死亡したことを発表しました。伝えられるところによると、彼女の死因は薬物の過剰摂取とのこと。

## キャリア

### フィルムキャリア
2016年6月、クラハンはジョー・ケイシーとクリス・バーナムによって書かれたグラフィック小説オフィサー・ダウンに基づいて映画「オフィサー・ダウン」で監督デビューを果たしました。また、クラハンは、モーションレスインホワイトの「A-M-E-R-I-C-A」の歌、およびハリウッドアンデッドの「We Are」のミュージックビデオを監督しました。

## 出演
- Welcome to Our Neighborhood（1999年）
- Disasterpieces（2002年）
- Rollerball（2002年）
- Voliminal: Inside the Nine（2006年）
- Repo: The Genetic Opera – percussion（2008年）

Nine: The Making of "All Hope Is Gone"（2008年）
- (sic)nesses（2010年）
- Goat（2011年）
- The Devil's Carnival – The Tamer（2012年）
- A Beary Scary Movie（2012年）
- We Are (Hollywood Undead music video)（2012年）
- A M E R I C A (Motionless in Whitemusic video)（2013年）
- Officer Downe – director（2016年）
- Day of the Gusano – director（2017年）